# Jorge Armando Ruiz
Jorge Armando Ruiz Fajardo (ur. 17 maja 1989 w Barbosie) – kolumbijski lekkoatleta, chodziarz.
Urodził się 17 maja 1989 roku w Barbosie. Jorge Ruiz jest żołnierzem. W 2016 roku reprezentował Kolumbię na Letnich Igrzyskach Olimpijskich rozgrywanych w Rio de Janeiro. Startował w chodzie na 50 kilometrów mężczyzn, osiągając wynik 3:51:42 (17. miejsce). W 2020 roku ponownie reprezentował Kolumbię podczas Letnich Igrzyskach Olimpijskich rozgrywanych w Tokio i Sapporo. Występując w chodzie na 50 km mężczyzn zajął 13. miejsce z wynikiem 3:55:30.